# الهيئة العامة للمياه (سلطنة عمان)
 الهيئة العامة للمياه - ديم هي جهة حكومية مستقلة في سلطنة عمان مسؤولة عن توفير مياه الشرب النظيفة لكافة المنازل والمؤسسات في عُمان عدا محافظة ظفار، تخضع لإشراف وزارة المالية.